# MZ ES

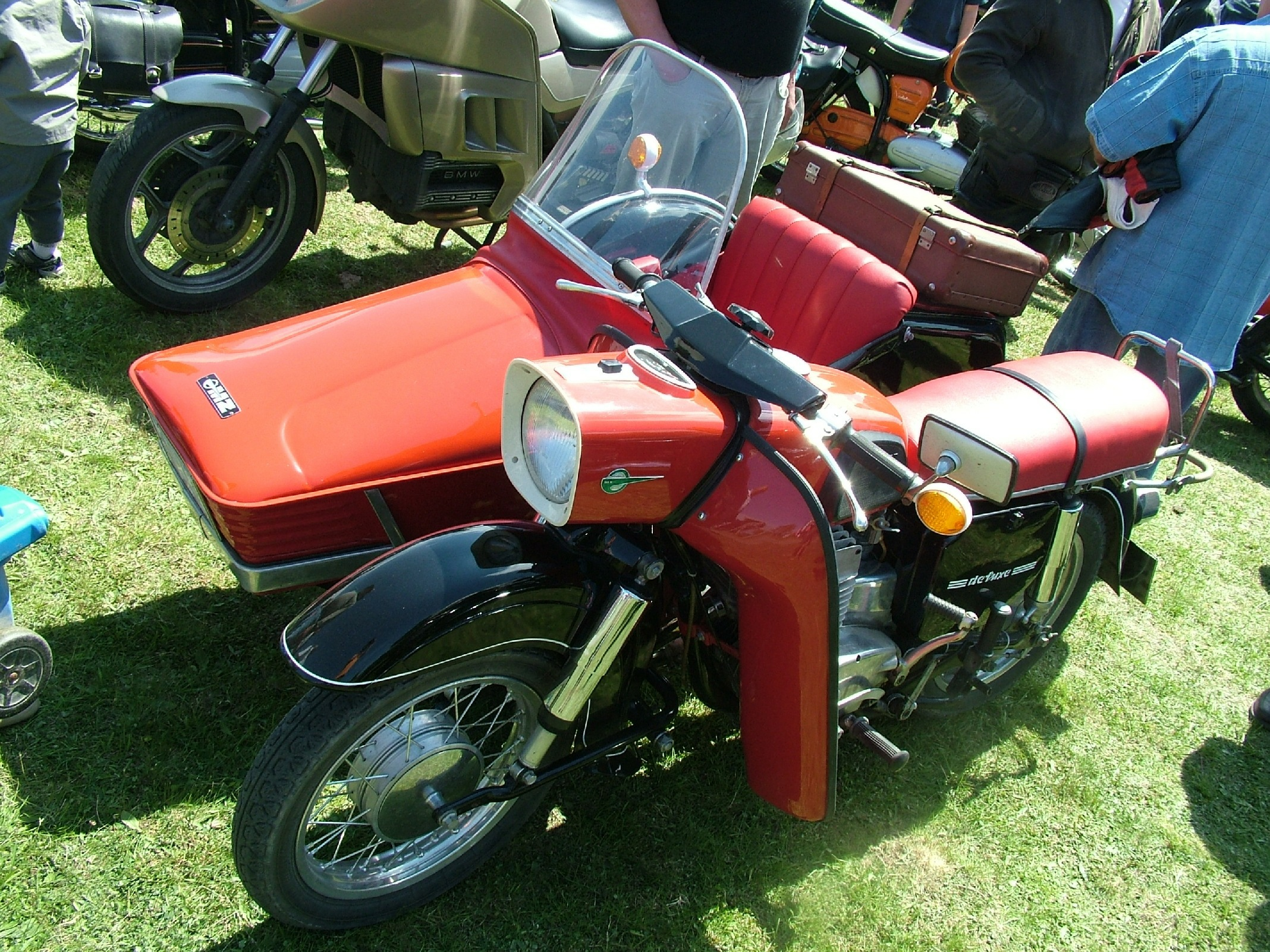
MZ ES 250/2 mit Stoye-Seitenwagen Super-Elastic, Bauzeit 1967–1973

Die Motorräder der Baureihe ES liefen beim VEB Motorradwerk Zschopau in den Jahren 1956 bis 1978 vom Band.
Das Kürzel ES steht herstellerseitig für „Einzylinder, Schwinge“. Daneben sind im Volksmund die Bezeichnungen „Eisensau“, „Eisenschwein“ und auch „Esse“ geläufig.
Das Modell war in den Hubraumklassen 125 cm³, 150 cm³, 175 cm³, 250 cm³ und 300 cm³ erhältlich. Sie ist das erste MZ-Modell, das in einer Typenreihe gefertigt wurde und somit der direkte Vorgänger aller MZ-Typenreihen, die in der DDR gefertigt wurden. Ihrem Namen entsprechend verfügen alle Maschinen der ES-Baureihe über ein zu dieser Zeit hochmodernes und für seine Fahreigenschaften gerühmtes Vollschwingen-Fahrwerk, außerdem sind die großen Modelle (ab 250 cm³) seitenwagentauglich. Beliebt waren die MZ ES-Modelle nicht zuletzt wegen des durchzugsstarken Motors, der das Fahren komfortabel und wirtschaftlich machte. Im Laufe der Bauzeit fand auch eine rege Modellpflege statt, welche einige technische und optische Änderungen zur Folge hatte.
Ab 1957 wurden in Kleinserie die Geländesportmodelle ES/G mit Schwingenfahrwerk produziert. Diese Modelle gab es in den Hubraumklassen 175 cm³, 250 cm³ und 300 cm³ als ES 175/G (1965 bis 1968, 74 Stück), ES 175/1G (1967 bis 1971, 158 Stück), ES 250/G (1958 bis 1962, 49 Stück), ES 250/1G (1962 bis 1966, 22 Stück) und ES 300/G (1962 bis 1965, 32 Stück). Bereits ab 1963 ging MZ zur Verwendung einer Teleskopgabel über, diese Maschinen trugen die Bezeichnung ETS/G. Die Teleskopgabel fand später auch in Gestalt der ETS-Reihe Einzug bei den in Großserie produzierten Straßenmaschinen.